# Здовбицька сільська рада
Здо́вбицька сільська́ ра́да — колишній орган місцевого самоврядування у Здолбунівському районі Рівненської області. Адміністративний центр — село Здовбиця.

## Загальні відомості
- Територія ради: 40,152 км²
- Населення ради: 5 067 осіб (станом на 2001 рік)
- Територією ради протікає річка Безодня.

## Населені пункти
Сільській раді були підпорядковані населені пункти:
- с. Здовбиця

## Склад ради
Рада складалася з 30 депутатів та голови.
- Голова ради: Боярчук Юрій Анатолійович
- Секретар ради: Івасюк Євгенія Миколаївна

### Керівний склад попередніх скликань
| Прізвище, ім'я, по батькові | Основні відомості                                                 | Дата обрання | Дата звільнення |
| --------------------------- | ----------------------------------------------------------------- | ------------ | --------------- |
| Боярчук Юрій Анатолійович   | Сільський голова, 1972 року народження, освіта вища, безпартійний | 26.03.2006   | 31.10.2010      |
| Боярчук Юрій Анатолійович   | Сільський голова, 1972 року народження, освіта вища, безпартійний | 31.10.2010   |                 |

Примітка: таблиця складена за даними сайту Верховної Ради України

## Населення
Згідно з переписом УРСР 1989 року чисельність наявного населення сільської ради становила 5082 особи, з яких 2436 чоловіків та 2646 жінок.
За переписом населення України 2001 року в сільській раді мешкало 5046 осіб.

### Мова
Розподіл населення за рідною мовою за даними перепису 2001 року:
| Мова       | Відсоток |
| ---------- | -------- |
| українська | 98,72 %  |
| російська  | 0,81 %   |
| румунська  | 0,20 %   |
| молдовська | 0,18 %   |
| польська   | 0,06 %   |